# WWE Great Balls of Fire
Great Balls of Fire est un Premium Live Event de catch (lutte professionnelle) produit par la World Wrestling Entertainment, une fédération de catch américaine qui est télédiffusée et visible en paiement à la séance sur le WWE Network, ainsi que gratuitement sur la chaîne de télévision française AB1. L'événement a eu lieu le 9 juillet 2017 au American Airlines Center à Dallas (Texas). Ce PLE est exclusivement réservé à la division Raw.

## Contexte
Les spectacles de la World Wrestling Entertainment (WWE) sont constitués de matchs aux résultats prédéterminés par les scénaristes de la WWE. Ces rencontres sont justifiées par des storylines – une rivalité avec un catcheur, la plupart du temps – ou par des qualifications survenues dans les shows de la WWE telles que Raw et SmackDown. Tous les catcheurs possèdent une gimmick, c'est-à-dire qu'ils incarnent un personnage gentil (Face) ou méchant (Heel), qui évolue au fil des rencontres. Un événement comme Great Balls of Fire est donc un événement tournant pour les différentes storylines en cours,.

### Brock Lesnar (c) contre Samoa Joe
Le 2 avril à WrestleMania 33, Brock Lesnar devient le nouveau champion Universel en battant Goldberg et remporte le titre pour la première fois de sa carrière. Le 4 juin à Extreme Rules, Samoa Joe devient aspirant no 1 à la ceinture au PLE en battant Roman Reigns, Bray Wyatt, Finn Bálor et Seth Rollins par soumission dans un Fatal 5-Way Extreme Rules match.

### Roman Reigns contre Braun Strowman
Le 5 mars à Fastlane, Roman Reigns bat Braun Strowman.
Le 30 avril à Payback, le second catcheur prend sa revanche sur le premier. Le 19 juin à Raw, alors que Roman Reigns affronte Samoa Joe, Braun Strowman débarque en sortant d'un camion d'ambulance dans les coulisses, ce qui distrait le premier dont le second profite pour remporter le match par soumission. Après le combat, The Monster Among Men rejoint son rival sur le ring, lui porte un Slam et lui annonce un Ambulance match entre les deux catcheurs au PLE.

### The Miz (c) contre Dean Ambrose
Le 4 juin à Extreme Rules, The Miz redevient champion Intercontinental, pour la septième fois, en battant Dean Ambrose.
Le 3 juillet à Raw, Kurt Angle, le GM du show rouge, annonce officiellement que The Aleister va défendre sa ceinture dans un match revanche contre The Lunatic Frange au PLE.

### Alexa Bliss (c) contre Sasha Banks
Le 30 avril à Payback, Alexa Bliss devient la nouvelle championne de Raw en battant Bayley, remporte le titre pour la première fois de sa carrière et son second titre personnel. Le 4 juin à Extreme Rules, elle conserve son titre en rebattant sa même adversaire dans un Kendo Stick-On-A-Pole match. 22 soirs plus tard à Raw, Sasha Banks remporte le Women's Gauntlet match en battant Nia Jax qui a éliminé toutes les adversaires précédentes et devient aspirante no 1 à la ceinture au PLE.

### The Bar (c) contre The Hardy Boyz
Le 2 avril à WrestleMania 33, The Hardy Boyz font leurs retours, après 7 ans d'absence, et deviennent les nouveaux champions par équipes de Raw en battant The Good Brothers, Enzo et Big Cass et The Bar dans un Fatal 4-Way Tag Team Ladder match. 24 soirs plus tard à Payback, ils conservent leurs titres en rebattant les catcheurs européens. Après le combat, ces derniers effectuent un Heel Turn et les attaquent. Le 4 juin à Extreme Rules, ils ne conservent pas leurs ceintures, battus par leurs mêmes adversaires dans un Steel Cage match. 
Le 3 juillet à Raw, Kurt Angle, le GM du show rouge, annonce officiellement un 30-Minute Iron Man match final entre les deux équipes de catcheurs pour les ceintures au PLE.

### Enzo Amore contre Big Cass
Le 22 mai à Raw, Enzo Amore est retrouvé inconscient dans les coulisses, car a été agressé par un assaillant inconnu. Le 19 juin à Raw, les Revival et Big Show, suspectés de l'agression, nient être derrière tout ça et sont innocentés. Cependant, Corey Graves, un des commentateurs du show rouge, met Big Cass devant le fait accompli et montre une vidéo du show de la semaine passée, dans laquelle le catcheur a mis en scène sa propre agression, et est convaincu que c'est ce dernier qui a attaqué son partenaire. Après avoir menti 21 soirs auparavant, celui-ci effectue un Heel Turn, car finit par reconnaître sa culpabilité, explique les raisons pour lesquelles il a a agi ainsi, met officiellement fin à son alliance avec Enzo Amore et porte un Big Boot à ce dernier.
Le 3 juillet à Raw, Kurt Angle, le GM du show rouge, annonce officiellement un match entre les deux catcheurs au PLE.

## Tableau des matchs
| Ordre par numéros | Résultat                                                                                 | Stipulation(s)                                                  | Temps |
| --- | ---------------------------------------------------------------------------------------- | --------------------------------------------------------------- | ----- |
| 1P | Neville (c) bat Akira Tozawa (avec Titus O'Neil),                                        | Match simple pour le WWE Cruiserweight Championship             | 11:40 |
| 2 | Bray Wyatt bat Seth Rollins,                                                             | Match simple                                                    | 12:10 |
| 3 | Big Cass bat Enzo Amore,                                                                 | Match simple                                                    | 5:25  |
| 4 | The Bar (Cesaro et Sheamus) (c) bat The Hardy Boyz (Matt et Jeff) (4-3),                 | 30-Minute Iron Man match pour les WWE Raw Tag Team Championship | 30:00 |
| 5 | Sasha Banks bat Alexa Bliss (c) par décompte extérieur,                                  | Match simple pour le WWE Raw Women's Championship               | 11:40 |
| 6 | The Miz (c) (avec Maryse et The Miztourage (Bo Dallas et Curtis Axel)) bat Dean Ambrose, | Match simple pour le WWE Intercontinental Championship          | 11:20 |
| 7 | Braun Strowman bat Roman Reigns,                                                         | Ambulance match                                                 | 16:35 |
| 8 | Heath Slater bat Curt Hawkins,                                                           | Match simple                                                    | 2:10  |
| 9 | Brock Lesnar (c) (avec Paul Heyman) bat Samoa Joe,                                       | Match simple pour le WWE Universal Championship                 | 6:25  |
| La lettre C placée entre parenthèses désigne la personne ou l’équipe championne en titre. P – indique que le match a eu lieu lors du pré-show |                                                                                          |                                                                 |       |